# Павлий, Александр Андреевич
Александр Андреевич Павлий — советский хозяйственный, государственный и политический деятель.

## Биография
Родился в 1921 году в селе Старо-Михайловка. Член КПСС.
Участник советско-финской войны, участник Великой Отечественной войны, командир отделения 253-го отдельного зенитного артиллерийского дивизиона 19-й стрелковой дивизии Московской зоны обороны, командир отделения разведки Ладожского батальона ПВО, С 1947 года — на хозяйственной, общественной и политической работе. В 1947—1993 гг. — советский и партийный работник в Донецкой области и Крымской АССР, председатель Крымского областного Совета профсоюзов, старший референт исполкома Донецкого областного Совета народных депутатов, председатель Донецкой областной организации ветеранов войны и труда.
Делегат XXIII съезда КПСС.
Избирался народным депутатом СССР.
Умер в 2005 году.